# Genzano di Roma
Genzano di Roma er en italiensk by (og kommune) i regionen Lazio i Italien, med omkring 22.865(2023) indbyggere. 